# Draft WNBA 2003
Il Draft WNBA 2003 fu il settimo draft tenuto dalla WNBA e si svolse il 24 aprile 2003. Oltre al draft regolare si tenne anche un dispersal draft per assegnare le giocatrici delle Portland Fire e delle Miami Sol, fallite dopo la stagione 2002. Il draft passò inoltre da quattro a tre giri di scelta.

## Dispersal draft
| Scelta | Giocatrice               | Nazionalità | Nuova squadra            | Vecchia squadra |
| ------ | ------------------------ | ----------- | ------------------------ | --------------- |
| 1      | Ruth Riley (C)           | Stati Uniti | Detroit Shock            | Miami Sol       |
| 2      | Sheri Sam (F/G)          | Stati Uniti | Minnesota Lynx           | Miami Sol       |
| 3      | Betty Lennox (G)         | Stati Uniti | Cleveland Rockers        | Miami Sol       |
| 4      | Tamicha Jackson (G)      | Stati Uniti | Phoenix Mercury          | Portland Fire   |
| 5      | DeMya Walker (F)         | Stati Uniti | Sacramento Monarchs      | Portland Fire   |
| 6      | Debbie Black (G)         | Stati Uniti | Connecticut Sun          | Miami Sol       |
| 7      | Sylvia Crawley (C)       | Stati Uniti | Indiana Fever            | Portland Fire   |
| 8      | Jenny Mowe (C)           | Stati Uniti | Washington Mystics       | Portland Fire   |
| 9      | Alisa Burras (F)         | Stati Uniti | Seattle Storm            | Portland Fire   |
| 10     | Pollyanna Johns (F)      | Bahamas     | Charlotte Sting          | Miami Sol       |
| 11     | Elena Baranova (F)       | Russia      | New York Liberty         | Miami Sol       |
| 12     | LaQuanda Barksdale (G/F) | Stati Uniti | San Antonio Silver Stars | Portland Fire   |
| 13     | Ukari Figgs (G)          | Stati Uniti | Houston Comets           | Portland Fire   |
| 14     | Jackie Stiles (G)        | Stati Uniti | Los Angeles Sparks       | Portland Fire   |

|  | Giocatrici selezionate per l'all-star game WNBA |

## Primo giro
| Scelta | Giocatrice             | Nazionalità   | Squadra WNBA             | College/Squadra di club          |
| ------ | ---------------------- | ------------- | ------------------------ | -------------------------------- |
| 1      | LaToya Thomas (F)      | Stati Uniti   | Cleveland Rockers        | MSU Bulldogs                     |
| 2      | Chantelle Anderson (C) | Stati Uniti   | Sacramento Monarchs      | Vand. Commodores                 |
| 3      | Cheryl Ford (C)        | Stati Uniti   | Detroit Shock            | L.T. Lady Techsters              |
| 4      | Plenette Pierson (F)   | Stati Uniti   | Phoenix Mercury          | TTU Lady Raiders                 |
| 5      | Kara Lawson (G)        | Stati Uniti   | Detroit Shock            | Tenn. L. Volunteers              |
| 6      | Gwen Jackson (F)       | Stati Uniti   | Indiana Fever            | Tenn. L. Volunteers              |
| 7      | Aiysha Smith (C)       | Stati Uniti   | Washington Mystics       | LSU Lady Tigers                  |
| 8      | Jeong Seon-min (C)     | Corea del Sud | Seattle Storm            | Gwangju Sinsegye Coolcats (WKBL) |
| 9      | Jocelyn Penn (F)       | Stati Uniti   | Charlotte Sting          | S.C. Gamecocks                   |
| 10     | Molly Creamer (G)      | Stati Uniti   | New York Liberty         | Bucknell Bison                   |
| 11     | Coretta Brown (G)      | Stati Uniti   | San Antonio Silver Stars | N. Carol. Tar Heels              |
| 12     | Allison Curtin (G)     | Stati Uniti   | Houston Comets           | Tulsa G. Hurricane               |

## Secondo giro
| Scelta | Giocatrice           | Nazionalità | Squadra WNBA             | College/Squadra di club |
| ------ | -------------------- | ----------- | ------------------------ | ----------------------- |
| 13     | Courtney Coleman (F) | Stati Uniti | Connecticut Sun          | Ohio St. Buckeyes       |
| 14     | Teresa Edwards (G)   | Stati Uniti | Minnesota Lynx           | Georgia L. Bulld.       |
| 15     | Jennifer Butler (C)  | Panama      | Cleveland Rockers        | UMass Minutew.          |
| 16     | Petra Újhelyi (F/C)  | Ungheria    | Phoenix Mercury          | S.C. Gamecocks          |
| 17     | Erin Thorn (G)       | Stati Uniti | New York Liberty         | BYU Cougars             |
| 18     | Jordan Adams (C)     | Canada      | Minnesota Lynx           | New Mexico Lobos        |
| 19     | Lori Nero (F/C)      | Stati Uniti | Houston Comets           | Louisville Cardinals    |
| 20     | DeTrina White (F)    | Stati Uniti | Indiana Fever            | LSU Lady Tigers         |
| 21     | Zuzana Žirková (G)   | Slovacchia  | Washington Mystics       | Brno                    |
| 22     | Suzy Batkovic (C)    | Australia   | Seattle Storm            | Valenciennes            |
| 23     | Dana Cherry (G)      | Stati Uniti | Charlotte Sting          | Ark. Razorbacks         |
| 24     | Sonja Mallory (C)    | Stati Uniti | New York Liberty         | Georgia T. Yel. Jack.   |
| 25     | Ke-Ke Tardy (F)      | Stati Uniti | San Antonio Silver Stars | LSU Lady Tigers         |
| 26     | K.B. Sharp (G)       | Stati Uniti | New York Liberty         | Cincinnati Bearcats     |
| 27     | Schuye LaRue (F)     | Stati Uniti | Los Angeles Sparks       | Virginia Cavaliers      |

## Terzo giro
| Scelta | Giocatrice              | Nazionalità | Squadra WNBA             | College/Squadra di club |
| ------ | ----------------------- | ----------- | ------------------------ | ----------------------- |
| 28     | Syreeta Bromfield (F)   | Giamaica    | Detroit Shock            | MSU Spartans            |
| 29     | Carla Bennett (C)       | Stati Uniti | Minnesota Lynx           | Drake Bulldogs          |
| 30     | Shaquala Williams (G)   | Stati Uniti | Cleveland Rockers        | Oregon Ducks            |
| 31     | Telisha Quarles (G)     | Stati Uniti | Phoenix Mercury          | Virginia Cavaliers      |
| 32     | Trish Juhline (G)       | Stati Uniti | Washington Mystics       | Villanova Wildcats      |
| 33     | Marion Jones (G)        | Stati Uniti | Phoenix Mercury          | N. Carol. Tar Heels     |
| 34     | Lindsey Wilson (G)      | Stati Uniti | Connecticut Sun          | Iowa St. Cyclones       |
| 35     | Ashley McElhiney (G)    | Stati Uniti | Indiana Fever            | Vand. Commodores        |
| 36     | Tamara Bowie (F)        | Stati Uniti | Washington Mystics       | Ball St. Cardinals      |
| 37     | Chrissy Floyd (G)       | Stati Uniti | Seattle Storm            | Clemson Tigers          |
| 38     | Constance Jinks (G)     | Stati Uniti | Houston Comets           | UNLV Lady Rebels        |
| 39     | Nicole Kaczmarski (G)   | Stati Uniti | New York Liberty         | UCLA Bruins             |
| 40     | Brooke Armistead (G)    | Stati Uniti | San Antonio Silver Stars | APSU Governors          |
| 41     | Oksana Rachmatulina (G) | Russia      | Houston Comets           | CSKA Mosca              |
| 42     | Mary Jo Noon (C)        | Stati Uniti | Los Angeles Sparks       | Purdue Boilerm.         |